# Jan Garber
Pour les articles homonymes, voir Garber.
Jan Garber (1894-1977) est un musicien américain.

## Biographie
Formé dans un conservatoire de Philadelphie comme violoniste, il fit la guerre en 1917-1918, puis se lança d'abord dans un quartette et assez vite dans des formations orchestrales plus larges, enregistrant de nombreux disques. Il devint très renommé au cours des années 1930.

## Discographie
L'éditeur Old Masters a réuni des morceaux exécutés par Jan Garber dans un CD Album, intitulé Hot Years, 1925-1930.